# Сирове (роз'їзд)
Си́рове — роз'їзд Одеської дирекції Одеської залізниці на лінії Побережжя — Підгородна.
Розташований у селі Болгарці Врадіївського району Миколаївської області між станціями Любашівка (13 км) та Врадіївка (13 км). Відстань до ст. Підгородна — 65 км, до ст. Слобідка — 92 км, до ст. Подільськ — 90 км.
На роз'їзді зупиняються приміські поїзди.